# فرانک سشئه
فرانک سشئه (فرانسوی: Frank Séchehaye‎; ۳ نوامبر ۱۹۰۷ – ۱۳ فوریهٔ ۱۹۸۲) بازیکن و مربی فوتبال اهل سوئیس بود.
از باشگاه‌هایی که در آن بازی کرده‌است می‌توان به باشگاه فوتبال لوزان-اسپورت و باشگاه فوتبال سروت ۱۸۹۰ اشاره کرد.
وی همچنین در تیم ملی فوتبال سوئیس بازی کرده‌است.